# Buffalo Bills

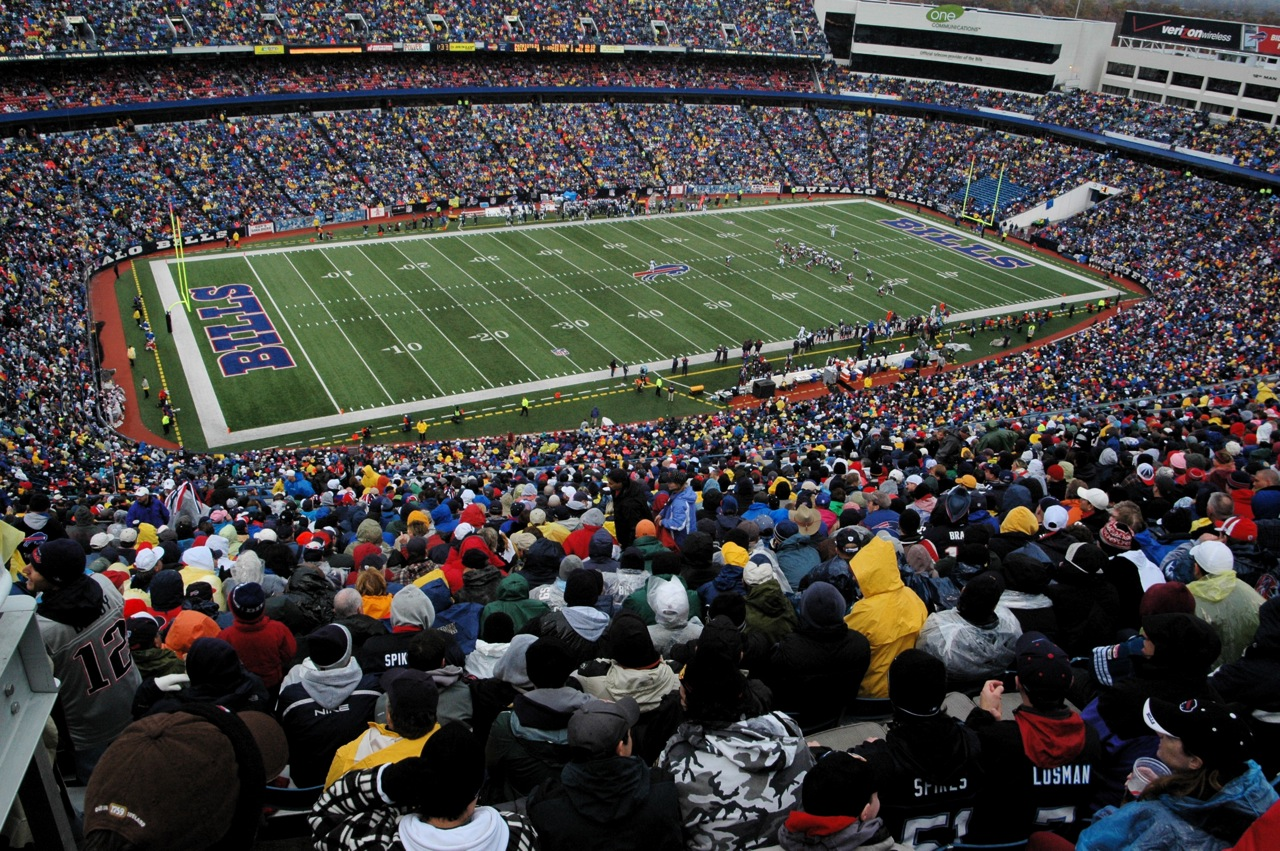
Ralph Wilson Stadium, estadi dels Buffalo Bills.

Els Buffalo Bills són un equip professional de futbol americà amb seu a l'àrea metropolitana de la ciutat de Buffalo, a l'Estat de Nova York. Actualment el seu estadi és el New Era Field de la ciutat d'Orchard Park, NY. Formen part de la Divisió Est de la Conferència Americana (AFC) dins l'NFL.

## Història
Els Bills començaren a jugar seriosament el 1960 com a membre de l'extinta American Football League i es van integrar a l'NFL amb la fusió entre l'AFL i l'NFL.
Els Bills van aconseguir dos títols de l'AFL consecutius als anys 1964 i 1965 però la franquícia no ha aconseguit més títols des de la fusió. Buffalo és l'únic equip que ha aconseguit guanyar quatre Campionats de la Conferència Americana (1990-1993), encara que han sigut derrotats en tots els intents posteriors de guanyar la Super Bowl.
El nom de l'equip recorda el personatge Buffalo Bill, i va sortir d'un concurs convocat per escollir-lo. Les animadores són anomenades Buffalo Jills i la seva mascota es diu Billy Buffalo.
Actualment, els Bills són l'únic equip que juga els seus partits a casa dins l'estat de Nova York, ja que tant els New York Giants com els New York Jets juguen al MetLife Stadium, situat a la ciutat d'East Rutherford, a l'estat de Nova Jersey.

## Palmarès
- Campionats de lliga (2)
  - Campionat de l'AFL (abans de la fusió AFL-NFL): 1964, 1965.
- Campionats de conferència (4)
  - AFC: 1990, 1991, 1992, 1993.
- Campionats de divisió (10)
  - AFL Est: 1964, 1965, 1966.
  - AFC Est: 1980, 1988, 1989, 1990, 1991, 1993, 1995.

## Estadis
- War Memorial Stadium (1960–1972)
- New Era Field (1973–present)